# International MaxxPro
Der International M1224 MaxxPro ist ein gepanzertes und bewaffnetes Radfahrzeug der Kategorie Mine Resistant Ambush Protected (MRAP). Es wurde von der Tochtergesellschaft Navistar Defense des amerikanischen Unternehmens Navistar unter der Marke International in Zusammenarbeit mit dem israelischen Unternehmen Plasan Sasa entwickelt. Plasan Sasa zeichnete für den Entwurf und die Produktion der Panzerung des Fahrzeugs verantwortlich. Das Fahrzeug entstand für das vom US Marine Corps geleitete Mine Resistant Ambush Protected Vehicle-Programm des US-Militärs sowie für ein ähnliches, von der US Army geleitetes „Medium Mine Protected Vehicle“-Programm.
MRAPs werden je nach Einsatzzweck und Platzangebot im Fahrgastraum in die Kategorien 1 und 2 eingeteilt. Obwohl die überwiegende Mehrheit der verkauften Fahrzeuge MRAPs der Kategorie 1 sind, stellt Navistar den MaxxPro in beiden Größen her. Das Modell MaxxPro Plus ist mit Doppelbereifung an der Hinterachse ausgestattet, um die Ladekapazität zu erhöhen, beispielsweise für einen Krankenwagen oder eine Variante, die gegen projektilbildende Ladungen geschützt ist. Ein kleineres und leichteres Modell der Kategorie 1 stellt das neueste Modell MaxxPro Dash dar. Sowohl das Plus- als auch das Dash-Modell verwenden den MaxxForce-10-Motor mit 375 PS anstelle des DT 530 mit 330 PS, der im ursprünglichen Basismodell verwendet wurde.

## Entwurf und Technik
Das Basismodell M1224 MaxxPro verwendet eine Kabine mit einer V-förmigen Unterseite, die auf einem International 7000-Fahrgestell montiert ist. Die V-Hülle lenkt die Explosion einer Landmine oder eines improvisierten Sprengsatzes vom Fahrzeug ab, um die Insassen zu schützen. Diese Konstruktion ist ähnlich zum Krauss-Maffei Wegmann ATF Dingo, bei dem eine gepanzerte Schutzzelle auf ein Unimog-Fahrgestell montiert wird.
Nach Angaben von Navistar Defense wurde das Fahrzeug mit Blick auf die Einsatzbereitschaft entwickelt und verwendet standardisierte, leicht verfügbare Teile (commercial off-the-shelf), um eine schnelle Reparatur und Wartung zu gewährleisten. Die gepanzerte Karosserie ist verschraubt und nicht wie bei anderen MRAPs geschweißt. Dies erleichtert die Reparatur vor Ort und trägt dazu bei, dass die Produktionskapazität für den MaxxPro schnell aufgebaut werden konnten.
2010 begann die Entwicklung einer elektronischen Stabilitätskontrolle (ESC) für den MaxxPro. Die große Bodenfreiheit des MaxxPro bietet einen besseren Schutz vor Landminen, erhöht aber auch den Schwerpunkt des Fahrzeugs, was in bestimmten Situationen zu Überschlägen führen kann. Der Einbau in die MaxxPros begann Ende 2014 und wurde bis Ende 2017 abgeschlossen. Die Integration des ESC in weitere MRAPs ist geplant.
Nach den Tests hat das US Marine Corps Systems Command am 31. Mai 2007 eine erste Bestellung über 1.200 MRAP-Fahrzeuge der Kategorie 1 MaxxPro aufgegeben, die bis Februar 2008 geliefert werden sollten. Da das Forschungs- und Entwicklungslabor der US-Armee das gesamte MRAP-Programm beaufsichtigte, war jedoch unklar, welche Teilstreitkräfte der US-Streitkräfte die Fahrzeuge in welcher Stückzahl erhielt. Der Auftrag hatte einen Wert von über 623 Millionen Dollar und war damit der bisher größte MRAP-Auftrag. Das US Marine Corps plante damals, alle HMMWVs  im Irak durch MRAP-Fahrzeuge zu ersetzen.
Am 20. Juli 2007 wurden 755 MaxxPros der Kategorie 1 bestellt, die ebenfalls bis Februar 2008 ausgeliefert wurden, und am 18. Oktober 2007 wurde eine dritte Bestellung über weitere 1.000 Fahrzeuge bekannt gegeben. In der letzten Bestellung des Jahres 2007 wurden weitere 1.500 MaxxPros der Kategorie 1 bestellt, so dass sich die Gesamtzahl auf 4.471 erhöhte. Im ersten Auftrag des Jahres 2008 wurden weitere 743 MaxxPros der Kategorie I bestellt. Der MaxxPro war zu diesem Zeitpunkt der einzige MRAP der Kategorie I, für den noch neue Aufträge erteilt wurden.
Am 19. September 2012 erhielt Navistar einen Auftrag im Wert von 282 Millionen Dollar zur Umrüstung von mehr als 2.300 MaxxPro Dash-Fahrzeugen auf die MaxxPro Dash ISS-Version. Die Aufrüstung umfasst das Einzelradaufhängungssystem „Diamond Xtream Mobility“. Durch die Aufrüstung erhalten die Fahrzeuge verbesserte Fähigkeiten zu geringeren Kosten als beim Kauf eines neuen Fahrzeugs. Die Arbeiten begannen im Dezember in Afghanistan vor Ort und wurden im Juni 2013 abgeschlossen.
Die US-Armee hat zwischen 2007 und 2011 etwa 9.000 MaxxPro-Fahrzeuge gekauft, von denen sie nur etwa 3.000 behalten will. Navistar bewarb den MaxxPro MRAP als ein Fahrzeug, das zu einem mobilen Gefechtsstand oder einem Stromgenerator aufgerüstet werden kann. Das Unternehmen plante außerdem, das Fahrzeug zu einem Wartungsfahrzeug und einem Mörserträger auszubauen.

## Weitere Varianten

### MaxxPro Plus M1234
Am 16. Juni 2008 stellte Navistar eine neue Version namens MaxxPro Plus vor. Der MaxxPro Plus verfügt über eine höhere Motorleistung und Nutzlast sowie über Verbesserungen der Panzerung für einen besseren Schutz vor projektilbildenden Ladungen.

### MaxxPro Dash M1235

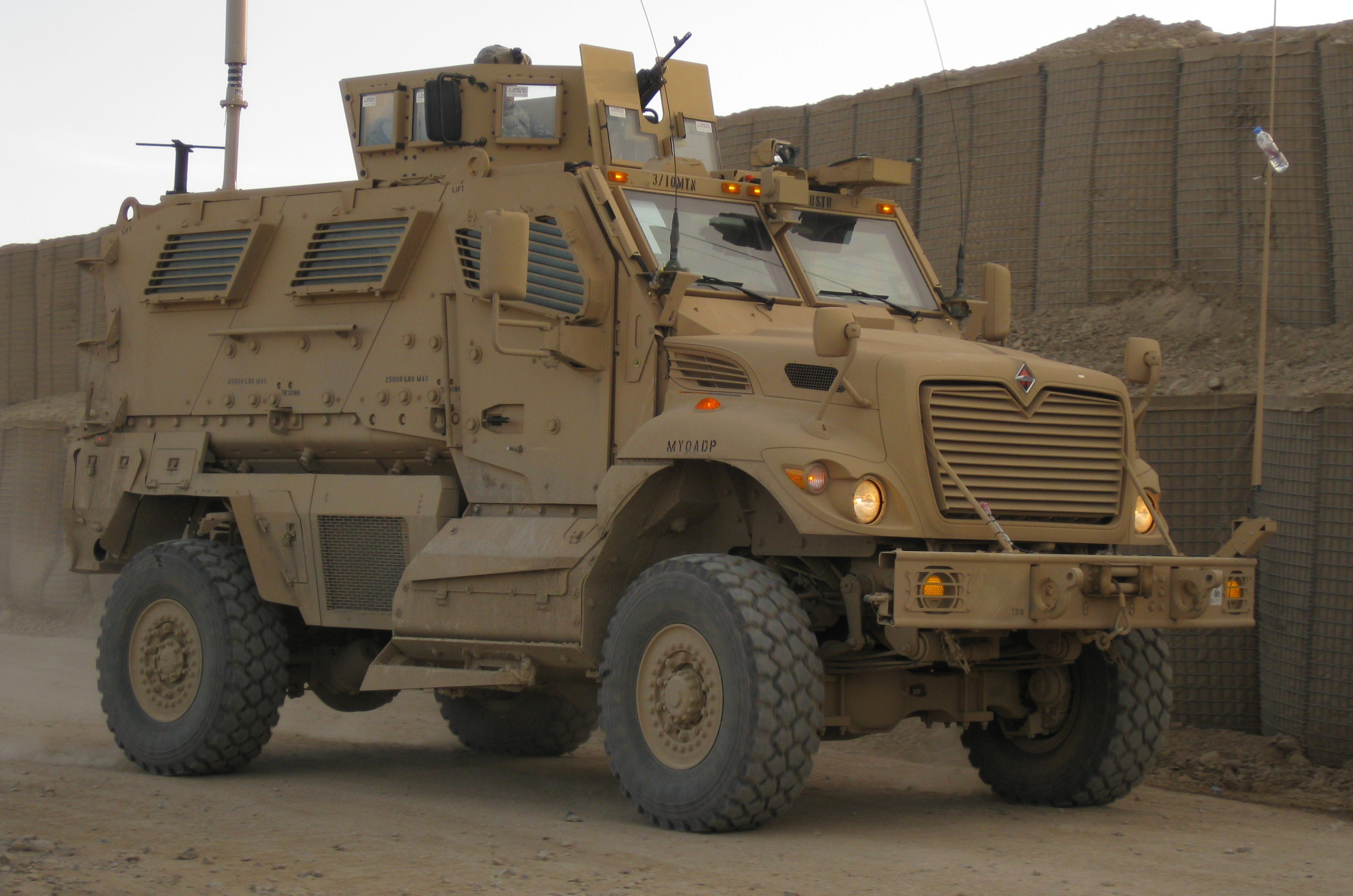
MaxxPro Dash

Navistar erhielt am 4. September 2008 vom US Marine Corps einen Auftrag in Höhe von 752 Millionen Dollar für die Entwicklung und Produktion einer leichteren, kleineren und mobileren MaxxPro-Variante, die weniger anfällig für die Überschläge ist. Der MaxxPro Dash M1235A1 hat einen kleineren Wenderadius und ein besseres Verhältnis von Drehmoment zu Gewicht. Die Produktion des MaxxPro Dash begann im Oktober 2008, die Auslieferung von 822 Einheiten war im Februar 2009 abgeschlossen. Später kann die M1235A1-Version dazu, die eine verbesserte DXM-Federung hat.

### MaxxPro XL
Der MaxxPro XL ist eine MRAP-Version des MaxxPro der Kategorie II. Er ist eine größere und längere Version des Basisfahrzeugs mit drei kugelsicheren Fenstern auf jeder Seite, anstelle zwei bei der kurzen Version. Der MaxxPro XL kann bis zu 10 Passagiere befördern.

### MRV

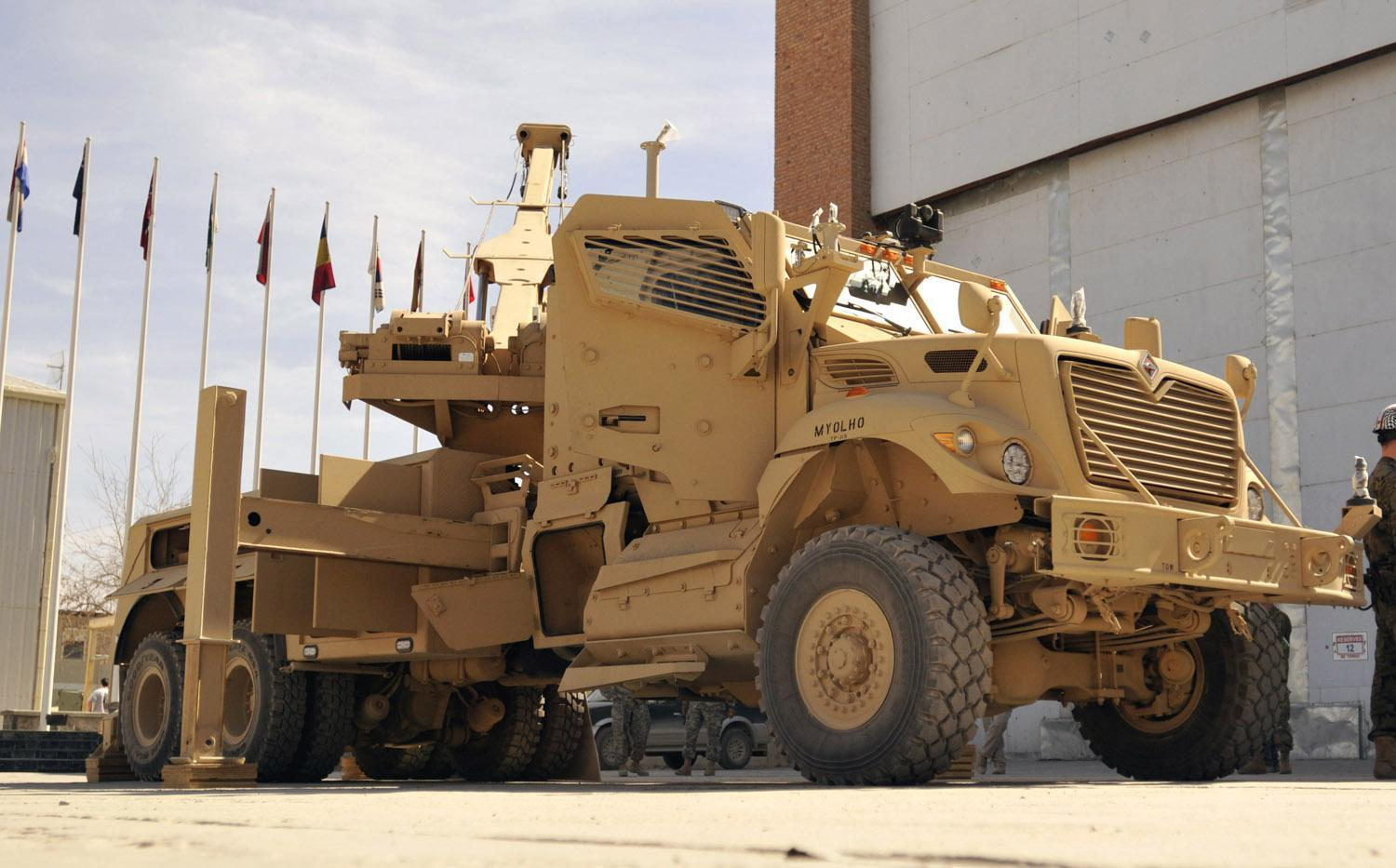
MaxxPro MRV

das MRV ist ein MRAP-Bergungsfahrzeug von dem 250 Stück bestellt wurden. Diese sind gut geeignet, um andere Fahrzeuge zu bergen, die durch IEDs beschädigt wurden. Am 18. Juli 2011 erhielt Navistar Defense vom US Marine Corps Systems Command einen Auftrag zur Lieferung von weiteren 140 MRVs mit RPG-Netzen gegen rückstoßfreie Panzerabwehrhandwaffen.

## Kampfeinsätze
Der MaxxPro wird in der Variante M1224 von der Ukraine im Russisch-Ukrainischen Krieg eingesetzt. Laut dem Oryx-Blog gingen mit Stand Juni 2025 mindestens 271 Fahrzeuge verloren.